# Nuevo Padilla, Padilla
Nuevo Padilla är en ort i Mexiko.   Den ligger i kommunen Padilla och delstaten Tamaulipas, i den centrala delen av landet, 500 km norr om huvudstaden Mexico City. Nuevo Padilla ligger 156 meter över havet och antalet invånare är 5 624.
Terrängen runt Nuevo Padilla är platt. Runt Nuevo Padilla är det glesbefolkat, med 20 invånare per kvadratkilometer. Nuevo Padilla är det största samhället i trakten. Trakten runt Nuevo Padilla består i huvudsak av gräsmarker.